# 720
720 (DCCXX) var ett skottår som började en måndag i den julianska kalendern.

## Händelser

### Okänt datum
- Chilperik II blir kung av Austrasien.

## Födda
- Childerik III, kung av Frankerriket 743–751 (född omkring detta år, 714 eller 717)
- Stefan III, påve 768–772.

## Avlidna
- 1 september – Egidius, kristen eremit och abbot.
- Tariq ibn-Ziyad, berbisk-muslimsk fältherre.
- Ottilia av Alsace, helgon.